# Aconodes nepalensis
Aconodes nepalensis là một loài bọ cánh cứng trong họ Cerambycidae.